# Ingwe (Zuid-Afrika)
Ingwe (officieel Ingwe Local Municipality) is een gemeente in het Zuid-Afrikaanse district Harry Gwala.
Ingwe ligt in de provincie KwaZoeloe-Natal en telt 100.548 inwoners.

## Hoofdplaatsen
Het nationaal instituut voor de statistiek, Stats SA, deelt sinds de census 2011 deze gemeente in in 80 zogenaamde hoofdplaatsen (main place):
Amahlathi • Amangwane • Amavondwe • Bethlehem • Bhidla • Bhobhoyi • Bulwer • Chibini • Creighton • Dazini • Donnybrook • Embantini • Ememela • Emnywaneni • Emvuleni • Ensimbini • Esidangeni • Ezibomvini • Eziphahleni • Ezitendeni • Gala • Gxalingene • Hlabeni • Hlafuna • Hlanganani • Ingwangwane • Ingwe NU • Isibizane • Jubane • KwaMnyamana • KwaNdonyela • KwaNomandlovu • KwaNombulula • KwaSambane • KwaSandanezwe • KwaShusha • Lubovana • Luwambeni • Macabazini • Mahoho • Majukujukwini • Makholweni • Makhuzeni • Maoleni • Masameni • Mashayilanga • Mbulweleni • Mfulumane • Mkhohlwa • Mkobeni Kamensia • Mpumulwane A • Mpumulwane B • Mqondekweni • Mqulela • Ncwadi • Ndodeni • Ndulini • Ngwangwane • Ngxalingenwa • Ngxola • Nkelabantwana • Nkonzo • Nkumba • Nkwezela • Nonguqa • Nqumeni • Okhetheni • Qulashe • Sarnia • Sawoti • Senkwanzela • Sibomvini • Sikeshini • Siwongozi • Sizanenjana • Tarsvaly • Thonsini • Umjila • Uqaqani • Xosheyakhe.